# Kevin O’Higgins
Kevin O’Higgins (irl.: Caoimhghín Críostóir Ó hUigín; ur. 7 czerwca 1892 w Stradbally, zm. 10 lipca 1927 w Dublinie) – irlandzki polityk, Wiceprzewodniczący Rady Wykonawczej Wolnego Państwa Irlandzkiego. Współzałożyciel irlandzkiej policji – Garda Síochána.
Jako minister sprawiedliwości podpisał rozkazy egzekucji siedemdziesięciu siedmiu więźniów politycznych. Zamordowany w odwecie przez członków Irlandzkiej Armii Republikańskiej w Booterstown (Dublin).